# Chilaw
Chilaw (en cingalés: : හලාවත Halāvata, en tamil: : சிலாபம் Cilāpam) es una ciudad en el Distrito de Puttalam, en la provincia del Noroeste de Sri Lanka. Está gobernado por un consejo urbano, mientras que las afueras están gobernadas por un pradeshiya sabha, una especie de alcalde. La ciudad está situada a 80 kilómetros de Colombo pasando por Negombo.

## Etimología
El nombre Chilaw deriva su nombre de su nombre tamil Cilāpam, que significa pesca de perlas.

## Clima
| Climograma de Chilaw | Climograma de Chilaw | Climograma de Chilaw | Climograma de Chilaw | Climograma de Chilaw | Climograma de Chilaw | Climograma de Chilaw | Climograma de Chilaw | Climograma de Chilaw | Climograma de Chilaw | Climograma de Chilaw | Climograma de Chilaw |
| --- | -------------------- | -------------------- | -------------------- | -------------------- | -------------------- | -------------------- | -------------------- | -------------------- | -------------------- | -------------------- | -------------------- |
| E | F                    | M                    | A                    | M                    | J                    | J                    | A                    | S                    | O                    | N                    | D                    |
| 91 27 21 | 92 30 23             | 111 31 23            | 259 28 24            | 130 26 23            | 98 25 22             | 51 24 19             | 81 26 20             | 163 27 22            | 384 26 22            | 250 25 22            | 327 26 21            |
| temperaturas en °C • totales de precipitación en mm |                      |                      |                      |                      |                      |                      |                      |                      |                      |                      |                      |
| Conversión sistema imperial\| E \| F \| M \| A \| M \| J \| J \| A \| S \| O \| N \| D \| \| 3.6 81 70 \| 3.6 86 73 \| 4.4 88 73 \| 10 82 75 \| 5.1 79 73 \| 3.9 77 72 \| 2 75 66 \| 3.2 79 68 \| 6.4 81 72 \| 15 79 72 \| 9.8 77 72 \| 13 79 70 \| \| temperaturas en °F • totales de precipitación en pulgadas \| \| \| \| \| \| \| \| \| \| \| \| |                      |                      |                      |                      |                      |                      |                      |                      |                      |                      |                      |
| E | F                    | M                    | A                    | M                    | J                    | J                    | A                    | S                    | O                    | N                    | D                    |
| 3.6 81 70 | 3.6 86 73            | 4.4 88 73            | 10 82 75             | 5.1 79 73            | 3.9 77 72            | 2 75 66              | 3.2 79 68            | 6.4 81 72            | 15 79 72             | 9.8 77 72            | 13 79 70             |
| temperaturas en °F • totales de precipitación en pulgadas |                      |                      |                      |                      |                      |                      |                      |                      |                      |                      |                      |

El clima es tropical monzónico. La temperatura promedio es de 24 °C. El mes más caluroso es marzo, con 27 °C, y el más frío es julio, con 22 °C. La precipitación media es de 2.038 milímetros al año. El mes más lluvioso es octubre, con 384 milímetros de lluvia, y el más seco es julio, con 51 milímetros.

## Catedral de Nuestra Señora del Monte Carmelo

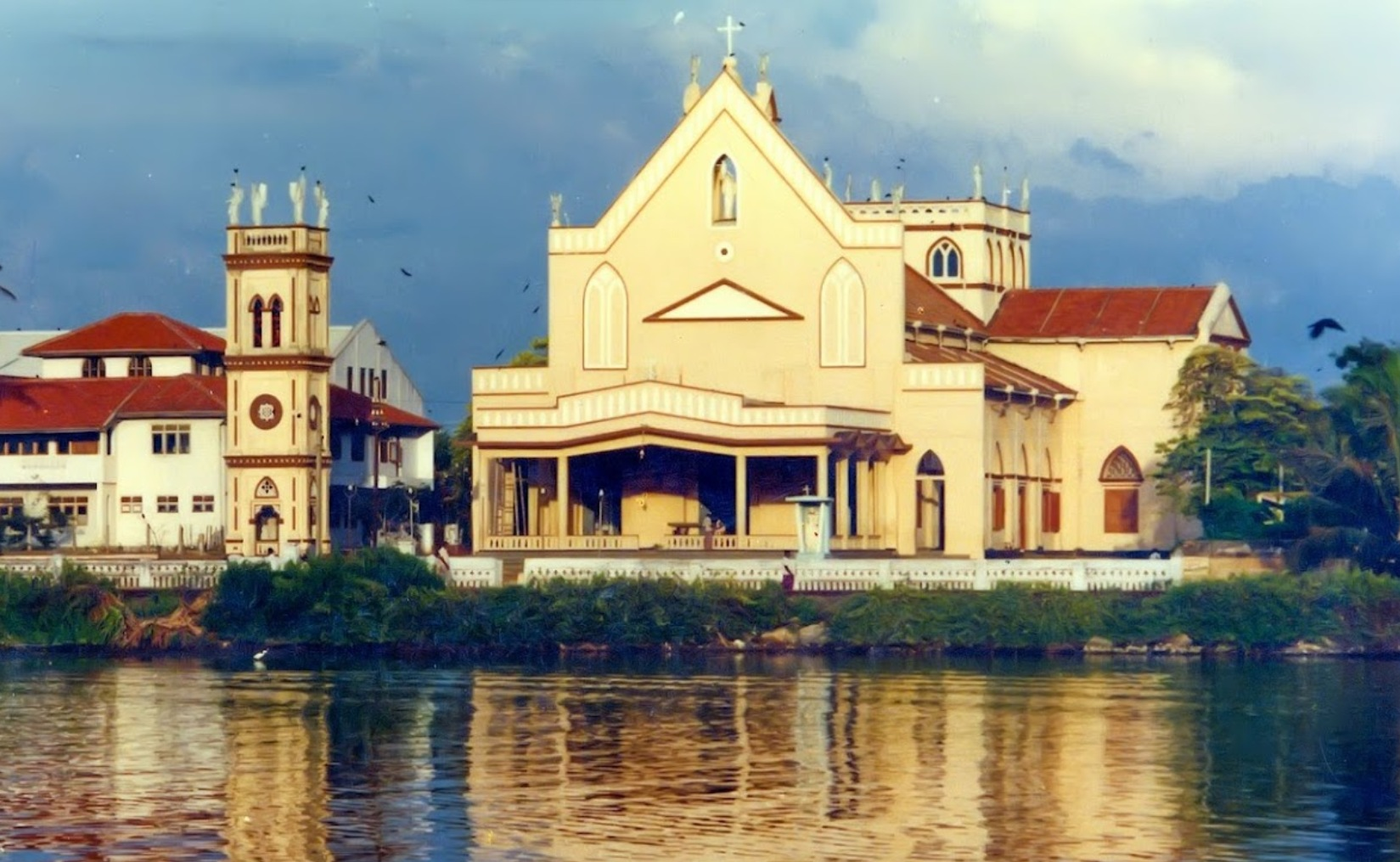
Catedral de Nuestra Señora del Monte Carmelo

Esta catedral, construida en 1851 y sede de la diócesis de Chilaw, tiene una historia de más de dos siglos. Según la leyenda, hace 200 años, la mayor parte de lo que hoy es la ciudad de Chilaw estaba cubierta por un bosque. Una mujer estaba buscando leña y escuchó el sonido de una señora que decía: "Por favor, llévame". Dejó su trabajo y buscó la fuente del sonido. Una estatua de la Madre María estaba en un árbol. La mujer tomó la estatua y se la entregó al párroco, quien la reconoció como Nuestra Señora del Carmen. Los devotos creen que esta misma estatua se encuentra ahora en la catedral. La fiesta de Nuestra Señora del Monte Carmelo se celebra cada mes de julio. Durante la fiesta de Nuestra Señora del Carmen, el pueblo se adorna íntegramente en homenaje a la Virgen María.

## La visita de Mahatma Gandhi
Mahatma Gandhi, el 'Padre de la India', visitó Chilaw en noviembre de 1927 en su primer y único viaje a Sri Lanka cuando se llamaba Ceilán. Esta fue una visita histórica: Gandhi fue invitado a Chilaw por los hermanos luchadores por la libertad Charles Edgar y Victor Corea que vivían en la ciudad. Los hermanos fundaron la Asociación Chilaw y el Congreso Nacional de Ceilán e hicieron una fuerte campaña por la independencia de Ceilán. La familia Corea ha tenido un fuerte vínculo con Chilaw. Hay un dicho en Sri Lanka que dice que Chilaw es bien conocido por las tres "C": cangrejos, cocos y Coreas.

## Templo de Munneswaram

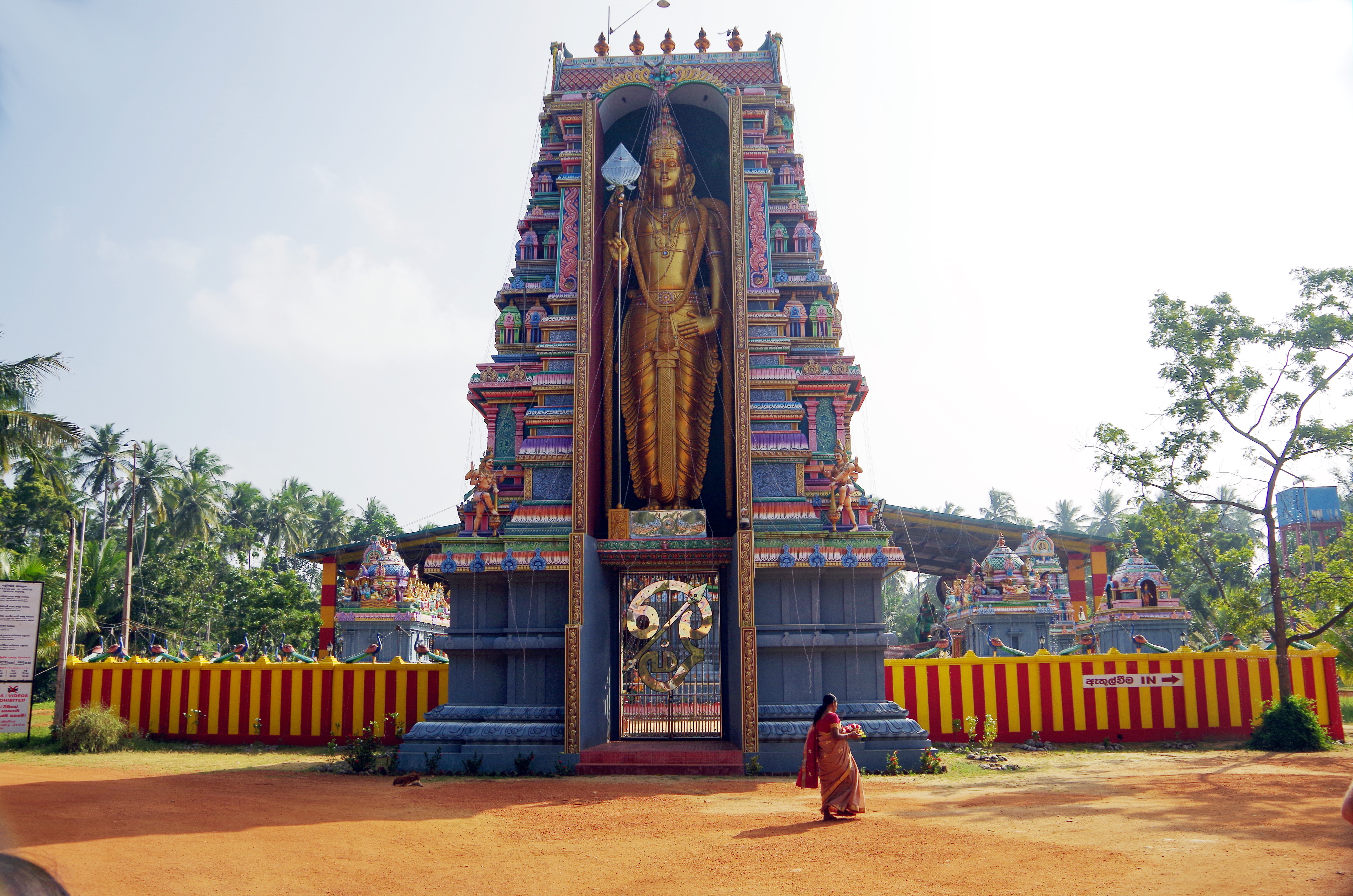
Templo de Munneswaram

Los turistas visitan el conocido templo hindú ubicado en Munneswaram, situado en la histórica región de Demala Pattuva ("división tamil") del distrito de Puttalam. El templo que fue destruido por los portugueses en 1578 y reconstruido en 1753 podría ser el templo hindú más antiguo del país. Los principales festivales celebrados en el templo incluyen Navarathri y Sivarathri. El Navarathri es un festival de nueve días de duración en honor a la diosa que preside, mientras que el Sivarathri es una observación nocturna en honor a Shiva. 
Además de estos dos festivales hindúes, el templo celebra el festival Munneswaram, de cuatro semanas de duración, al que asisten tanto hindúes como budistas. Durante el festival, los comerciantes venden modelos de arcilla pintados a mano de animales como ciervos, cajas de dinero y raban (tambores de mano tradicionales) en los puestos de toda la ciudad.

## Infraestructura

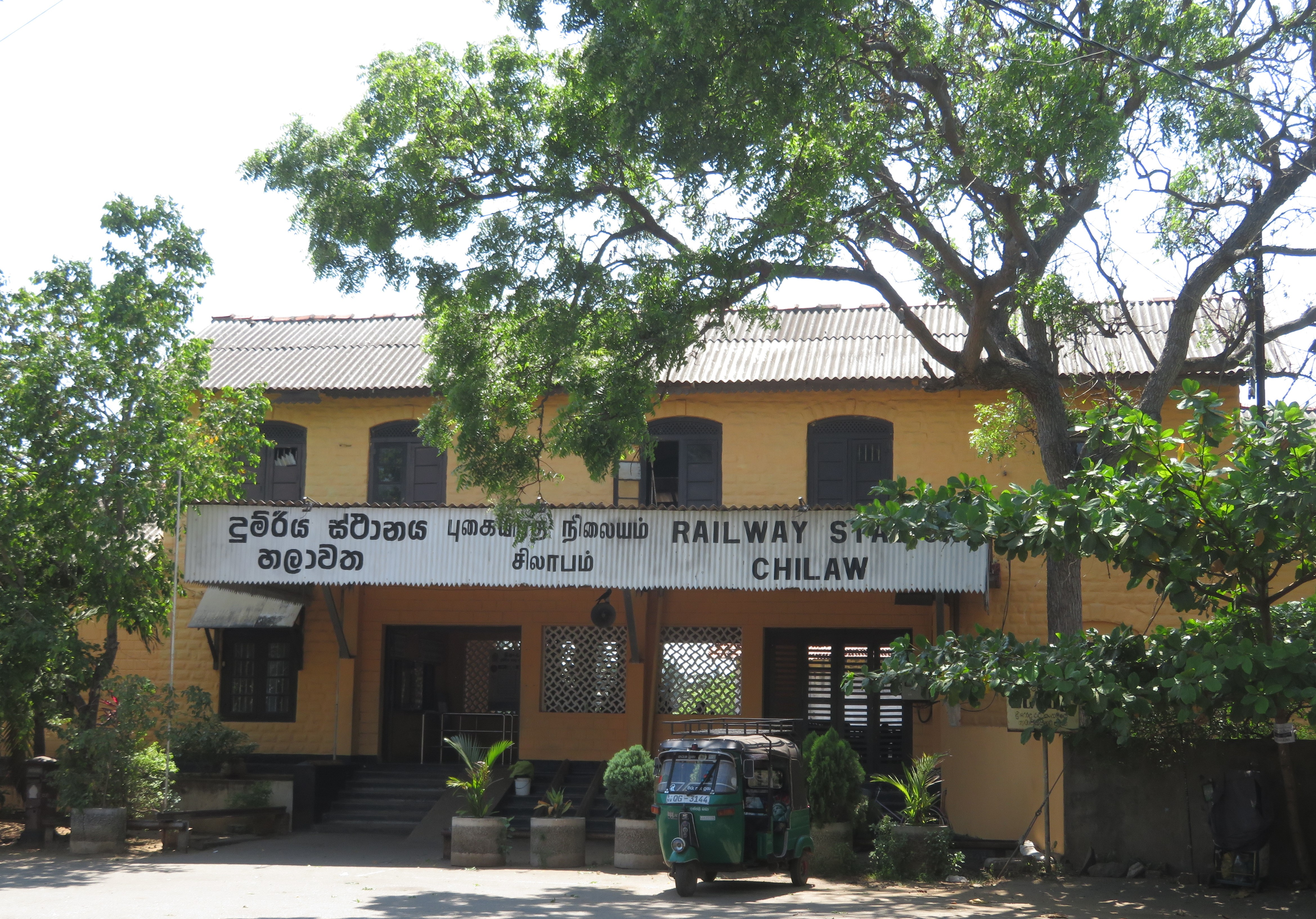
Estación ferroviaria

La ciudad cuenta con una estación de la línea ferroviaria Puttalam Line de Colombo a Puttalam que fue inaugurada en 1916 hasta Chilaw. La carretera nacional núm. A3 une la ciudad con Puttalam y con Colombo.